# Dendronephthya persica
Dendronephthya persica är en korallart som beskrevs av Henderson 1909. Dendronephthya persica ingår i släktet Dendronephthya och familjen Nephtheidae. Inga underarter finns listade i Catalogue of Life.